# Homo rudolfensis
Homo rudolfensis is een uitgestorven mensensoort van ongeveer twee miljoen jaar (2 Ma) oud die in Oost-Afrika leefde.
Van 1971 af werden in Kenia resten gevonden van een mensachtige. Eerst werd gedacht dat die zeer oud waren en de vroegste fossielen van het geslacht Homo die men kende. Het zou een nog onbekende soort zijn. Eind jaren zeventig bleek dat ze fout gedateerd waren. Ze werden daarna toegewezen aan de al benoemde soort Homo habilis. Midden jaren tachtig concludeerden veel onderzoekers dat er toch twee soorten waren. In 1986 werd een aparte soort Pithecanthropus rudolfensis benoemd. De soortaanduiding verwijst naar het Rudolfmeer. In 1989 werd voor het eerst de soortnaam Homo rudolfensis gebruikt. Sommige wetenschappers menen echter dat het toch om H. habilis gaat. De verschillen zouden slechts op individuele variatie wijzen of een andere bouw van mannen en vrouwen. Andere onderzoekers denken dat er toch twee soorten zijn maar dat die niet samenvallen met het traditionele onderscheid tussen H. rudolfensis en H. habilis. Er is geen overeenstemming over welk fossiel bij welke soort hoort. Er zijn geen ledematen of wervels met zekerheid aan H. rudolfensis toe te wijzen. Vaak worden de soorten in wetenschappelijke publicaties samengevoegd onder de noemer "vroege Homo".
Als H. rudolfensis een aparte soort is, was hij wellicht groter dan H. habilis, met een ruimer hersenvolume en een meer rechthoekig profiel van de bovenkaken in onderaanzicht. Hij zou 160 centimeter lang kunnen zijn geweest, bij een gewicht van rond de zestig kilogram. Net als bij H. habilis waren de voortanden relatief breed en de kiezen relatief groot.
Er zijn geen aanwijzingen dat de levenswijze anders was dan bij H. habilis. Daarover bestaan overigens maar zeer beperkte gegevens. Het is wel gedacht dat bij de vroege Homo jacht een belangrijkere rol speelde wat de eiwitten voor de grotere hersenen leverde die weer een actiever jagen mogelijk maakten. Er is echter geen bewijs voor de langere benen die een achtervolgingsjacht op groot wild effectief zouden maken. Planten moeten een belangrijk deel van het dieet hebben uitgemaakt.
In fylogenetische analyses waarin H. rudolfensis en H. habilis als aparte taxa werden ingevoerd, vielen ze meestal op drie posities uit. Meestal zijn het zustersoorten, dus het nauwst aan elkaar verwant. Dat kan een aanwijzing zijn dat ze eigenlijk één soort vormen. In andere gevallen staat een van de twee dichter bij de moderne mens. Soms is dan de andere de voorouder van de robuuste australopitheken.

## Vondst en naamgeving

### KNM-ER 1470

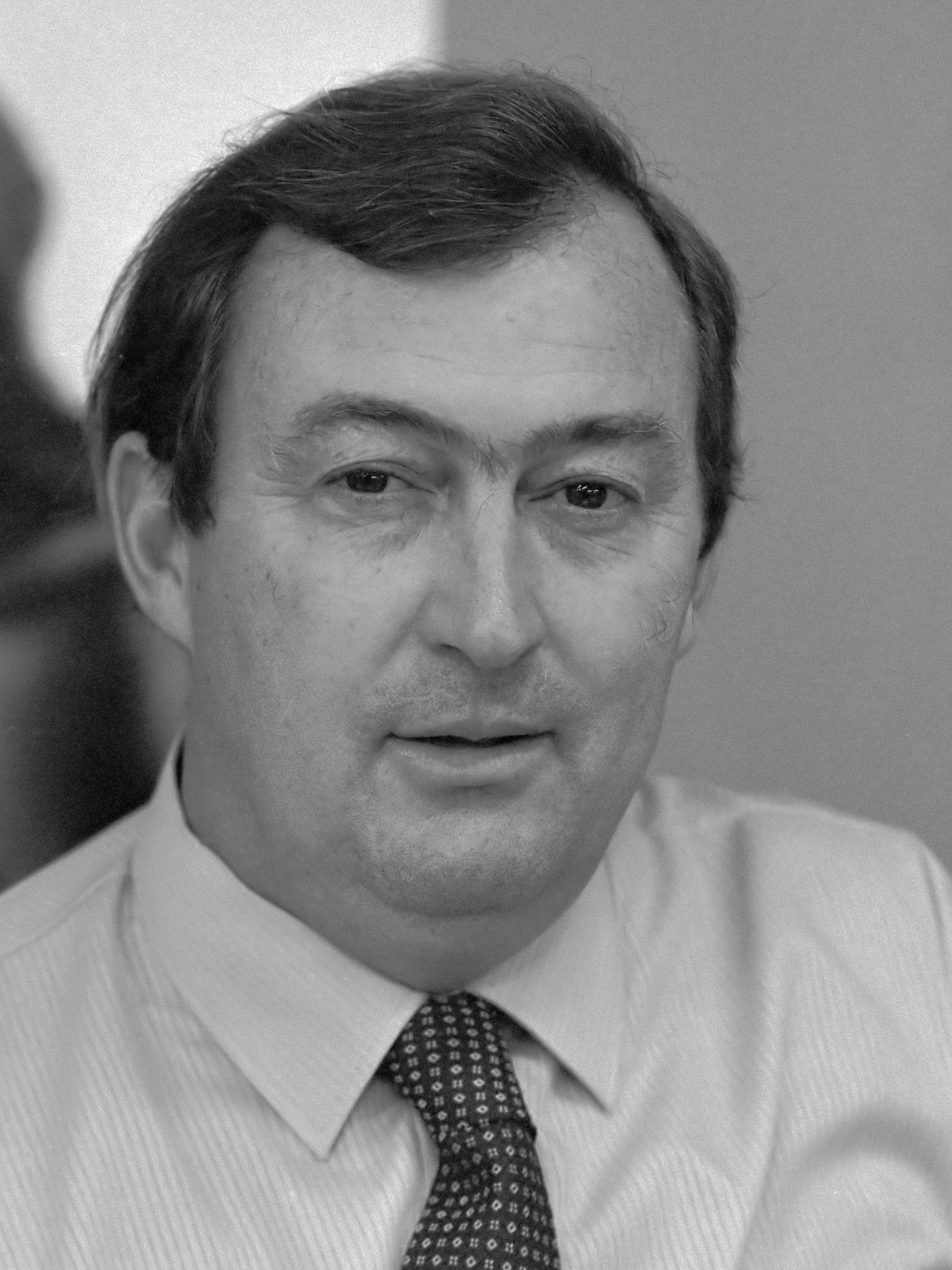
Richard Leakey

In 1971 en 1972 werden door een team van Richard Leakey fossielen van deze soort gevonden bij het Rudolfmeer in Kenia, tegenwoordig het Toerkanameer geheten. De belangrijkste vondst was door Bernard Ngeneo die een schedel aantrof, specimen KNM-ER 1470. De gevonden schedel bestond uit honderden botstukjes die door de vrouw van Richard, Meave, in elkaar gezet werden. Daarnaast werden het rechterdijbeen KNM-ER 1472 en het linkerdijbeen KNM-ER 1481 (het laatste in 1971) ontdekt door Dr. John Harris; en een bovenste uiteinde van een dijbeen, specimen KNM-ER 1475, door Kamoya Kimeu.

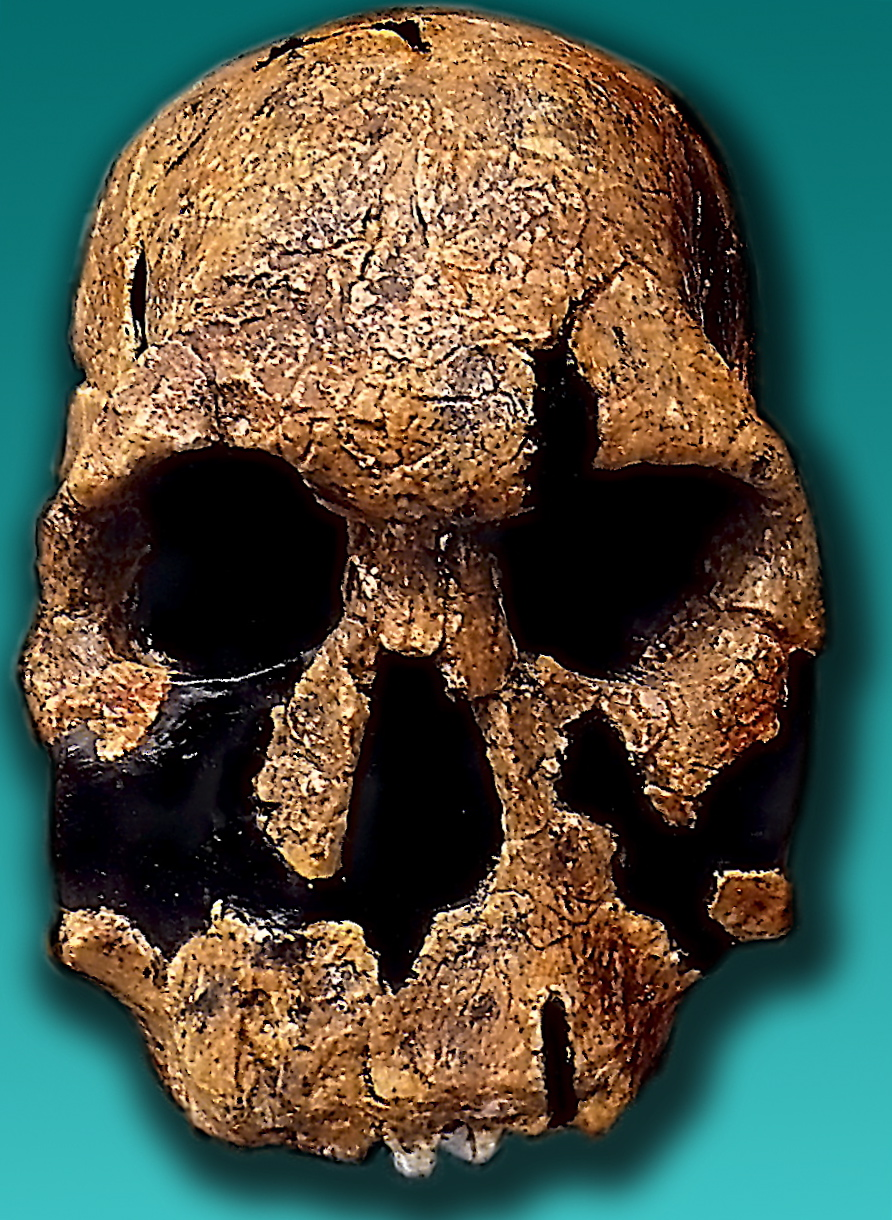
KNM-ER 1470

Al in eerste instantie leidde KNM-ER 1470 tot een grote controverse. Alan Cyril Walker reconstrueerde de schedel langwerpiger en meende dat die in het geslacht Australopithecus moest worden geplaatst. Richard Leakey echter wees de vondsten toe aan een, nog onbepaalde, Homo sp. De ouderdom werd geschat op wel 2,9 miljoen jaar, en minstens 2,61 miljoen jaar. Dat zou impliceren dat het geslacht Homo ouder was dan enige vondst van Australopithecus die in 1972 gedaan was. Het bevestigde de diepe overtuiging van Richards vader Louis Leakey dat "de mens" van zeer hoge ouderdom moest zijn. Hij kon nog net de triomf van zijn zoon meemaken voor te overlijden. Aan de vondst werd een enorme publiciteit gegeven.
Veel andere onderzoekers betwijfelden de datering, die gebaseerd was op een analyse van de Kay Behrensmeyer Site Tuff, een laag vulkaanas, door middel van de kalium-argonmethode. De fauna van de vindplaats bij het Toerkanameer leek meer op die van jongere Oost-Afrikaanse vindplaatsen die goed gecorreleerd konden worden door de tanden van snel evoluerende zwijnen als gidsfossiel te gebruiken. De radiometrische datering was wat onzeker omdat delen van de tufsteen jongere data opleverden. Dat werd verklaard door overprinting aan te nemen, i.c. een verandering van het kaliumgehalte van het gesteente door chemische verwering. In 1975 liet William Bishop in Londen hierover een conferentie houden, Geological Background to Fossil Man, waarbij velen al concludeerden dat de schedel jonger was. Een tweede team, uit Berkeley, had de tufsteen nog eens onderzocht en onderscheidde twee lagen met een ouderdom van 1,8 en 1,6 miljoen jaar. Opnieuw werden metingen verricht. De fission track-methode, het tellen van radioactieve sporen in zirconen, leek eerst een hoge ouderdom te bevestigen maar na correctie voor een onbewuste beïnvloeding van de waarnemingen kwam weer een ouderdom van 1,8 miljoen jaar uit de bus. In 1977 werd de ouderdom door Timothy White, die door Leakey gevraagd was de varkensfossielen nog eens onafhankelijk te onderzoeken, bijgesteld naar een kleine twee miljoen jaar. Richard Leakey zag zich in 1978 gedwongen zich hierbij aan te sluiten. Meestal werden de vondsten nu toegewezen aan Homo habilis.
De andere onderzoekers viel ook al gauw op dat er toch fundamentele verschillen met H. habilis leken te zijn. Dat was deel van het probleem dat binnen het aan Homo habilis toegewezen materiaal een grote variabiliteit bestond. Men begon naar de oorspronkelijke fossielen uit de Olduvaikloof te verwijzen als H. habilis sensu stricto en naar de andere fossielen als H. habilis sensu lato. Specimen KNM-ER 1470 bepaalde voor een groot deel wat H. habilis "in ruime zin" dan was.

### Homo rudolfensiswordt benoemd

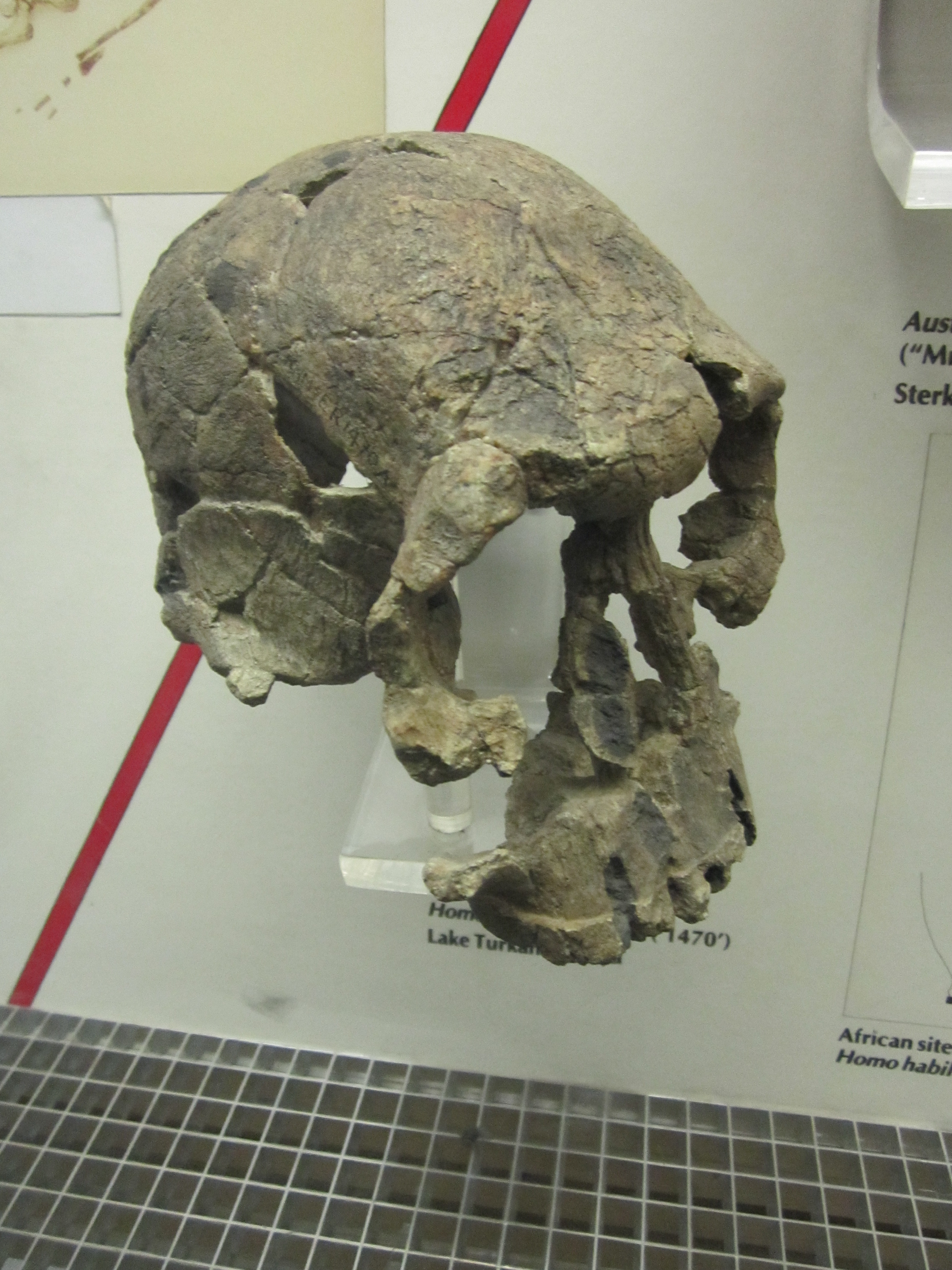
Het lectotype KNM-ER 1470 kan op verschillende manieren gereconstrueerd worden

In 1986 benoemde de Rus Valerii Pawlowitsj Aleksejew in een boek de soort Pithecanthropus rudolfensis. De soortaanduiding verwijst naar de herkomst bij het Rudolfmeer. KNM-ER 1470 is het lectotype. In 1987 werd de soort door Bernard Wood onder voorbehoud in Homo geplaatst, maar de combinatie Homo rudolfensis werd daarbij nog niet gebruikt. In 1989 werd de soort Homo rudolfensis door Collin Peter Groves gepubliceerd. In 1991 herhaalde Wood zijn conclusie dat er twee soorten waren. In 1992 dacht Wood dat hij de eerste was die de nieuwe combinatie gebruikte. In 1999 werd door G.E. Kennedy gesteld dat de soort niet geldig benoemd zou zijn wegens een onvoldoende beschrijving en omdat Aleksejew geen holotype aanwees. In dezelfde editie van het Journal of Human Evolution uit 1999 hierop reagerend, wees Wood uit het door Aleksejew aangemerkte materiaal KNM-ER 1470 aan als het lectotype, ontkennend dat de beschrijving, hoewel summier, onvoldoende was geweest volgens de minimale eisen die het ICZN daaraan stelt, welke code Kennedy overigens slecht begrepen zou hebben: ze dacht dat namen niet geldig in boeken benoemd konden worden en dat een etymologie een noodzakelijke voorwaarde was. Hij gaf wel toe de naam van Aleksejew niet tussen haakjes gezet te hebben, zoals de gewoonte is als de soortnaam wordt veranderd. Al eind twintigste eeuw was er een sterke neiging de soort als "echt" te beschouwen.
In 2003 hernoemde David Cameron de soort naar Kenyanthropus rudolfensis. Dit heeft weinig navolging gevonden.

### Verdere vondsten

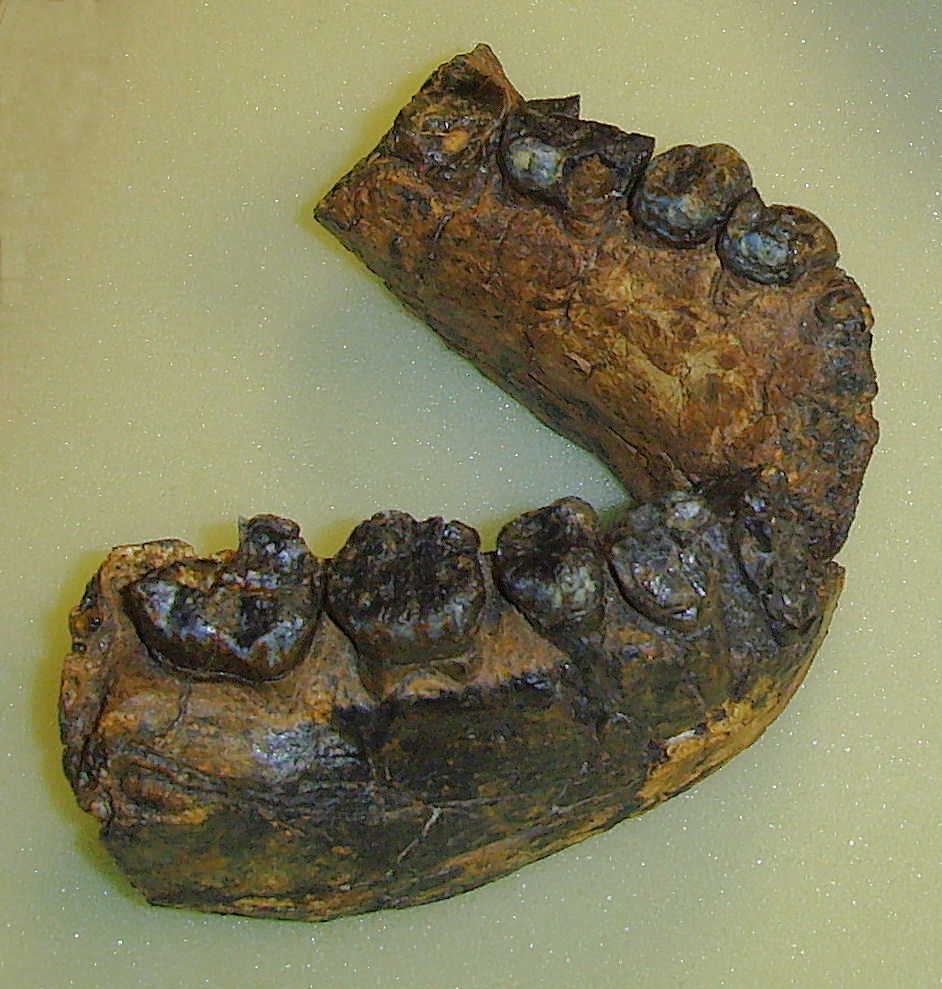
UR 501

In 1991 wees Bernard Wood een aantal specimina aan H. rudolfensis toe. Daartoe behoorde specimen KNM-ER 3732: een stuk schedeldak en een linkerjukbeen. KNM-ER 3891 bestaat uit stukken bovenkaak en verder schedelfragmenten. Verder beschreef hij de onderkaken KNM-ER 819, KNM-ER 1482, KNM-ER 1483, KNM-ER 1801 en KNM-ER 1802. Sommige daarvan lijken oppervlakkig op de kaken van Paranthropus boisei maar zijn niet zo extreem megadont en robuust zodat ze van een vorm van Homo zouden kunnen zijn, waarvoor H. rudolfensis dan de voor de hand liggende kandidaat is.
Verschillende wetenschappers verwerpen de geldigheid van Homo rudolfensis en zien er het mannetje van H. habilis in. In 2012 echter wees Meave Leakey specimen KNM-ER 62000 aan de soort toe. Dat is een schedel van een jong dier maar toont wel de typische kenmerken van H. rudolfensis, iets wat men niet zou verwachten als die alleen seksuele dimorfie zouden vertegenwoordigen. Tegelijkertijd werden de onderkaken KNM-ER 60000 en 62003 toegewezen. Sommige statistische morfometrische studies wijzen erop dat er geen significant verschil in vorm is met H. habilis. Andere analyses wijzen juist op het bestaan van twee geldige soorten. Dat zou ook volgen uit in 2012 gemelde fossielen, die twee profielen van de tandrijen laten zien.
Er bestaat geen consensus welke gevonden delen van het postcraniaal skelet bij H. rudolfensis horen. Volgens Wood in 1991 behoort daartoe KNM-ER 1590, een fragmentarisch skelet van een kind, voornamelijk bestaande uit het bovengebit en stukken schedel. In 1992 wees Wood verschillende elementen van onderste ledematen toe. Daartoe behoorden het sprongbeen KNM-ER 813, de dijbeenderen KNM-ER 1472 en KNM-ER 1481A, en het scheenbeen KNM-ER 1481B.
Sommige onderzoekers willen H. habilis noch H. rudolfensis als lid van Homo zien. Zo plaatsten Bernard Wood en Mark Collard in 1999 beide op grond van een lijst van vijf criteria in Australopithecus.
Indien H. rudolfensis geldig is, kan de soort toch ouder zijn dan twee miljoen jaar. Op 11 augustus 1991 vond Tyson Mskika specimen UR 501, een paar onderkaken die op 2,5 miljoen jaar gedateerd zijn. Problematisch is dat deze vondst uit Malawi komt, dus een veel zuidelijker gebied. Tot 2015 was dit het oudste bekende fossiel van het geslacht Homo. Het jongste toegewezen specimen is KNM-ER 819, een stuk onderkaak al in 1971 gevonden door H. Mutua. Het is wellicht slechts 1,5 miljoen jaar oud maar beperkt van omvang.

## Beschrijving

### Herseninhoud
In de reconstructie die Meave Leakey van de schedel maakte koos zij voor een plat, menselijk gezicht, waarbij de herseninhoud op 750 cm3 kwam. Bij deze reconstructie was de herseninhoud van deze soort kleiner dan die van moderne mensen, 56% van de herseninhoud, maar groter dan die van Australopithecus. Dat werd in 1972 als een belangrijk argument gezien voor de geldigheid van Homo habilis. Toen Homo rudolfensis van Homo habilis werd onderscheiden, was de kleinere herseninhoud van die laatste, 47% van de moderne mens, weer een argument. Daarbij moet echter bedacht worden dat het veel uitmaakt welk specimen van H. habilis men eigenlijk ter vergelijking neemt.
In een persbericht uit 2007 stelde de Amerikaanse onderzoeker Timothy Bromage, die een computerreconstructie maakte, dat de hersenpan meer naar achteren moest worden gezet ten opzichte van de kaken. Hierdoor werd de schedelinhoud verkleind naar 500 cm3 en kreeg de schedel een meer basaal uiterlijk. M. Leakey zou de schedel fout hebben gereconstrueerd vanuit het vooroordeel dat het hoofd van een lid van Homo was. Zijn onderzoeksmethode werd echter door antropologen bekritiseerd en toen hij in 2008 publiceerde, had hij het volume weer bijgesteld tot 700 à 800 cc. Bij KNM-ER 1590 is de inhoud in 1986 door Stringer geschat op 750 cc en van KNM-ER 3732 op 700 cc.

### Onderscheidende kenmerken

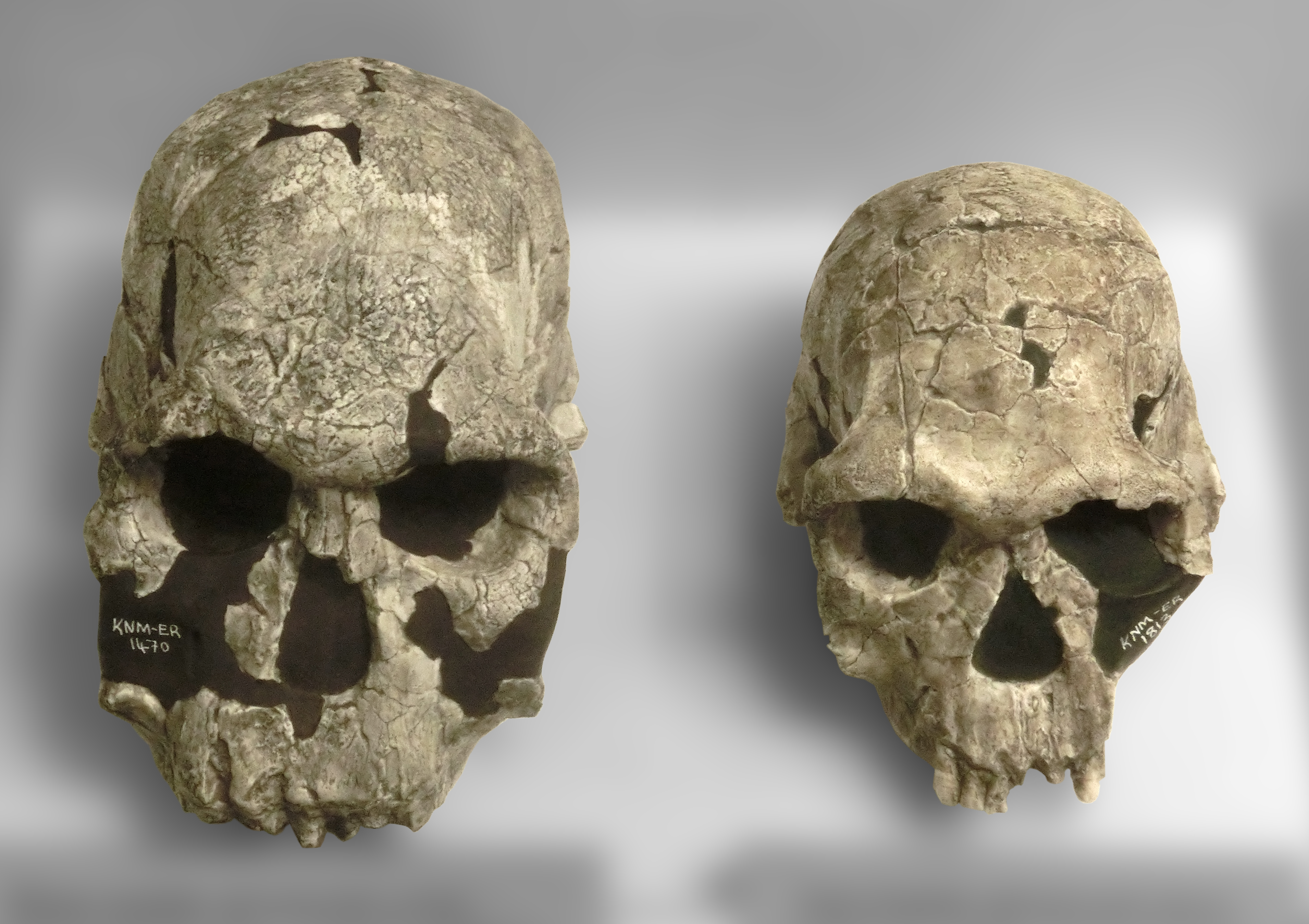
Afgietsels van KNM-ER 1470, links, en het Homo habilis specimen KNM-ER 1813, rechts

Bij de onderscheidende kenmerken is altijd sterk de klemtoon gelegd op de verschillen met H. habilis sensu stricto. Die moeten immers aantonen dat het een geldige soort betreft. H. rudolfensis mist de opvallende horizontale verbreding van de hersenpan die een helmachtige indruk maakt; juist de jukbeenderen zijn breder. De onderkaken zijn groter en robuuster. De kronen van premolaren en kiezen zijn groter en breder. De onderste premolaren hebben drie wortels in plaats van twee, een afgeleid kenmerk. Eveneens basaal is dat het profiel van de bovenkaken in onderaanzicht meer rechthoekig is. In de reconstructie van Leakey is het gezicht vrij lang en plat. De wenkbrauwwal is minder geprononceerd.
Bij vergelijkingen tussen de twee soorten zijn vaak het lectotype KNM-ER 1470 van H. rudolfensis gebruikt en een exemplaar van Homo habilis KNM-ER 1813. Dat laatste is echter atypisch klein en kan een vrouw zijn. Het is dus de vraag of het onderscheid zo wel voldoende zuiver is. KNM-ER 1590 heeft extreem grote tanden maar die zijn ook de reden het exemplaar tot H. rudolfensis te rekenen terwijl de grootte bij holotype KNM-ER 1470 niet goed vaststelbaar is. De hele gedachte dat H. rudolfensis grotere tanden had, kan dus gebaseerd zijn op een cirkelredenering. Hetzelfde probleem doet zich voor bij specimen KNM-ER 1802.

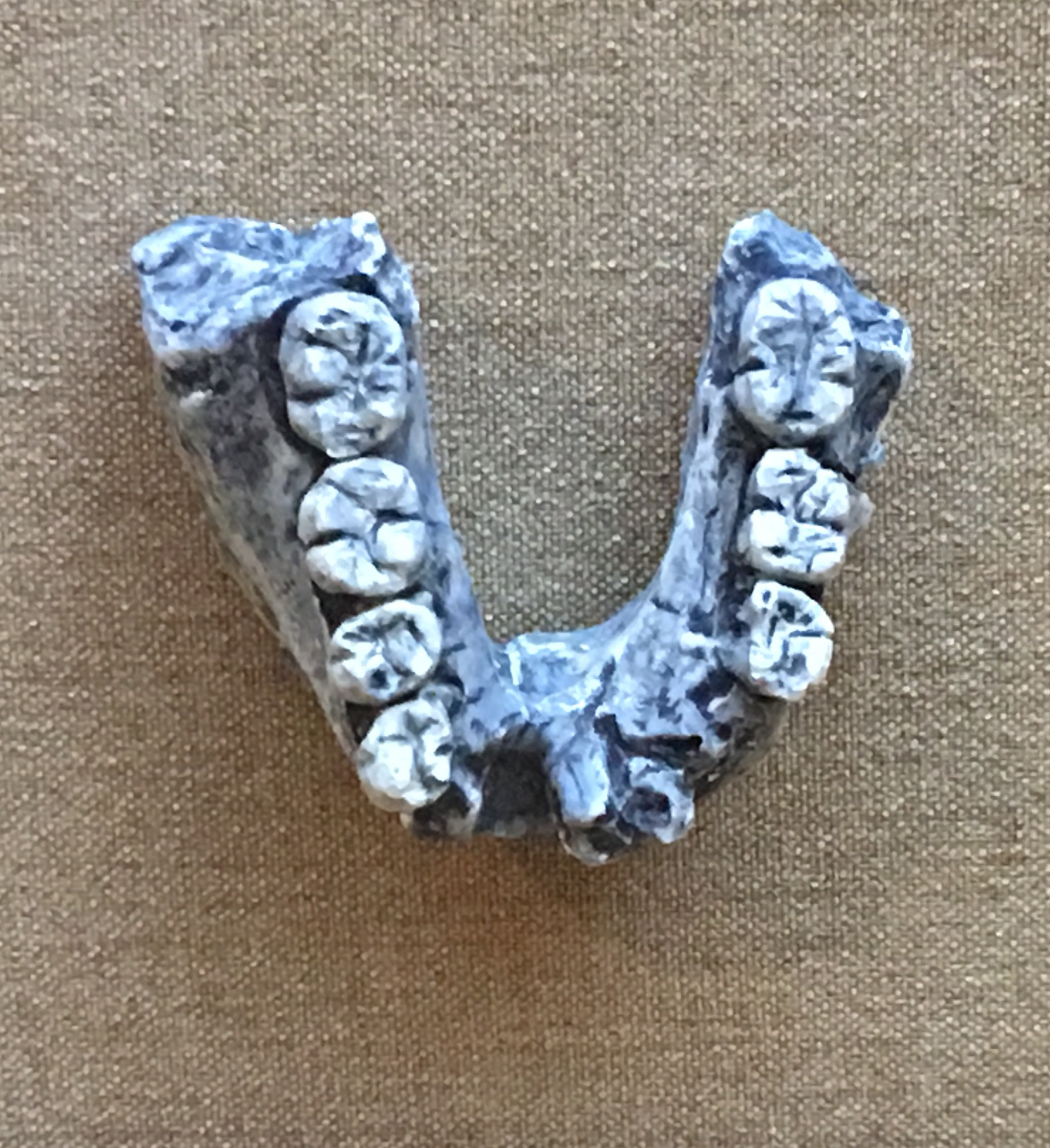
KNM-ER 1802

KNM-ER 1470 toont een aantal opvallende kenmerken. Hoe ook gereconstrueerd, het gezicht is tamelijk plat. De zijkanten zijn schuin naar voren gericht. De jukbeenderen zijn hoog en hellen naar voren. De voorste tandrij en de tandwal die deze draagt, zijn wat naar achteren gelegen en smal wat de sector met de voortanden betreft. Het is deze zone welke de platheid van het gezicht veroorzaakt, niet de vorm van de jukbeenderen zoals bij robuuste australopitheken wel het geval is.

### Skelet
Bij KNM-ER 1470 ligt de voorrand van het jukbeen voorwaarts, boven de voorrand van de eerste kies. De bovenste vierde premolaar lijkt twee wortels te hebben, de derde premolaar drie wortels — althans een van de wortels is gespleten. Bij KNM-ER 3891 echter heeft de vierde premolaar drie wortels en begint het jukbeen boven de achterrand van de vierde premolaar. Volgens een studie van Henry McHenry uit 2000 heeft H. rudolfensis kleinere kauwvlakken dan H. habilis. Dit is echter sterk afhankelijk van welke specimina men tot de soort rekent.
Er zijn geen postcrania die met zekerheid aan H. rudolfensis toegewezen konden worden. Er zijn enkele grote dijbeenderen van hoge ouderdom bekend, zoals KNM-ER 1472 en KNM-ER 1481, maar die kunnen ook van Homo erectus of H. habilis zijn geweest.

## Fylogenie
Het erkennen van H. rudolfensis naast H. habilis vergroot het aantal plausibele evolutionaire stambomen aanzienlijk. Het kan zijn dat beide soorten samen een klade vormen, een vroege aftakking van het geslacht Homo. Een tweede mogelijkheid is dat een van beide de voorouder van de huidige moderne mens is. Hoewel Homo habilis en Homo rudolfensis deels in de tijd samenvallen, zijn sommige fossielen van Homo rudolfensis ouder, terwijl Homo habilis wellicht langer voorkwam. Dat suggereert dat in dat geval H. habilis de voorloper van Homo sapiens is. Daar staat weer tegenover dat Homo erectus die daar weer tussen zou moeten staan, wellicht zelf bijna twee miljoen jaar oud is. De late populatie van Homo habilis en Homo erectus zouden dan een laatste gemeenschappelijke voorouder hebben gehad, voor welke rol H. rudolfensis  dan weer in beeld komt. Deze lijkt op punten dan weer wat te basaal daarvoor.
Sommige onderzoekers zien H. rudolfensis op een heel andere positie dan Homo habilis, als een voorloper van robuuste australopitheken. Die spreken dan bij voorkeur van een Australopithecus rudolfensis of een Kenyanthropus rudolfensis zoals Cameron in 2003.

## Levenswijze
Homo rudolfensis was waarschijnlijk een alleseter. Geen enkele bekende primaat is een "hypercarnivoor", een pure vleeseter. Planten zullen dus een deel van het dieet hebben uitgemaakt. Net als bij Homo habilis is vaak gesteld dat de toeneming in hersengrootte een verandering van voedsel weerspiegelt. De grotere hersenen vergen meer hoogwaardige eiwitten om op te bouwen en kosten veel energie in het gebruik. Omdat de moderne mens op groot wild jaagt, ligt het voor de hand te veronderstellen dat dit gedrag bij de vroege Homo begonnen is. De jacht zou zowel de energie als de bouwstoffen verschaft hebben voor een groter brein dat op zijn beurt weer de groei in cognitieve vermogens mogelijk maakte om de wapens en plannen te maken voor het doden van grote of snelle zoogdieren. De empirische ondersteuning voor dit scenario is bij H. rudolfensis echter zwak. Er zijn geen werktuigen bij de botten aangetroffen. De grotere kiezen, met hun dikkere glazuur, wijzen op een toenemende specialisatie in het eten van taaie plantenkost. Die kan bestaan hebben uit wortels en knollen die voldoende eiwitten en suikers opleverden voor grotere hersenen die weer gebruikt kunnen zijn voor verbeterde sociale organisatie voor een efficiëntere opsporing, verdeling en verwerking van het voedsel — voor dat laatste kunnen mogelijke werktuigen gebruikt zijn want de kiezen tonen weinig slijtage. De twee alternatieve scenario's zijn weer in verband gebracht met vooronderstellingen over welke sekse dominant was: de jagende man of de voedsel verzamelende vrouw.
De vraag naar de levenswijze is ook gerelateerd met de proporties van de ledematen. Hierbij doet zich weer het probleem voor dat bij H. rudolfensis het schedelmateriaal niet met zekerheid in verband kan worden gebracht met het postcraniaal skelet. De toegewezen postcrania suggereren echter dat H. rudolfensis, ondanks een grotere lichaamsomvang, geen duidelijk langere benen had dan de meeste australopithecussoorten en net zo lange armen. De proporties wijzen dus niet op het maken van lange tochten op zoek naar groot wild en zouden zelfs in overeenstemming zijn met de mogelijkheid dat nog een groot deel van de tijd in de bomen werd doorgebracht.
Het leefgebied van H. rudolfensis bestond voornamelijk uit een mozaiek van savannes, rivierbossen en nattere bossen. Dat kan duiden op een vrij breed dieet. Dit maakt het weer lastig te verklaren hoe de soort in hetzelfde gebied gelijktijdig met H. habilis kon bestaan, in een toestand van sympatrie. Meestal wordt aangenomen dat een zulke potentiële concurrentie een parallelle evolutie zou moeten uitsluiten.
| Voorlopers en oude verwanten van de mens | Voorlopers en oude verwanten van de mens | Voorlopers en oude verwanten van de mens |
| Fossiel voorkomen                        | Geslacht                                 | Soorten |
| ---------------------------------------- | ---------------------------------------- | --- |
| 7 - 4,4 Ma                               | Sahelanthropus                           | Sahelanthropus tchadensis |
| 7 - 4,4 Ma                               | Orrorin                                  | Orrorin tugenensis |
| 7 - 4,4 Ma                               | Ardipithecus                             | Ardipithecus ramidus · Ardipithecus kadabba |
| 4,3 - 2 Ma                               | Australopithecus                         | A. anamensis · A. afarensis · A. bahrelghazali · A. africanus · A. garhi · A. sediba |
| 3,5 Ma                                   | Kenyanthropus                            | Kenyanthropus platyops |
| 2,5 - 1 Ma                               | Paranthropus                             | P. aethiopicus · P. boisei · P. robustus |
| tot heden                                | Homo                                     | H. antecessor · H. cepranensis · H. denisova · Homo erectus (Javamens · Pekingmens) · H. ergaster · H. floresiensis · H. gautengensis · H. georgicus · H. habilis · H. heidelbergensis · H. helmei · H. neanderthalensis · H. rhodesiensis · H. rudolfensis · Homo sapiens (H. s. idaltu · Cro-magnonmens · Red Deer Cave-mensen) |